# Dobrița
Dobrița – wieś w Rumunii, w okręgu Gorj, w gminie Runcu. W 2011 roku liczyła 1057 mieszkańców.